# اوسامو ساکا
اوسامو ساکا (انگلیسی: Osamu Saka; ۷ نوامبر ۱۹۳۰ – ) بازیگر، و صداپیشگی در ژاپن اهل ژاپن بود. وی از سال ۱۹۵۰ میلادی تاکنون مشغول فعالیت بوده‌است.